# Вердум, Ульрих фон
Ульрих фон Вердум (нем.  Ulrich von Werdum) (1 января 1632 — 20 марта 1681) — путешественник и мемуарист из Фрисландии (исторической области на побережье Северного моря).

## Биографические сведения
Как сотрудник агента французского правительства аббата Помье в 1670—1672 годах путешествовал по Западной Украине и Подолье. немецком языке мемуары Ульриха фон Вердума опубликовал И. Бернулли в 1786—1788 годах. 1876 Ксаверий Лиске издал этот труд (польский язык).
Ульрих фон Вердум привел описания многих городов и сел Украины, подал интересные данные об исторической географии Холмщины, Галичины и Подолье, о дипломатии Яна III Собеского, его отношения с гетманом Петром Дорошенко и татарами в ходе осенней кампании 1671 года.
Мемуарист подчеркнул справедливый характер национальной революции 1648—1676 под руководством Богдана Хмельницкого, отмечал, что «польские паны с крестьянами ведут себя хуже, чем с рабами или собаками». В мемуарах и дневнике, 1877 года опубликовано К. Лиске, Ульрих фон Вердум коснулся межконфессиональных отношений на Украине, охарактеризовал духовные основы католицизм у и православие.

## Путешествия по Украине
Всего Вердум совершил по Украине четыре отдельные поездки:
- Половину декабря 1670 Вердум разъезжал вокруг Львов, а затем через Жолкву вернулся в Польшу.
- В апреле того же года он совершил недельную поездку через Яворов в Янова.
- Третье путешествие, уже в составе военной экспедиции, продолжавшейся с 11 июля до 30 августа 1671 и пролегала Галичиной и Подольем. Началась она в Киеве и закончилась в г. Бар и, где Вердум провел весь сентябрь.
- С 4 ноября путешественник снова отправился в поездку, которая продолжалась без перерыва более пяти месяцев и закончилась во Львове 20 февраля 1672. Проведя в Киеве два месяца, Вердум покинул Украину. Все его путешествия проходили на территории современных Львовской, Тернопольской, Ровенской, Хмельницкой, Ивано-Франковской, Винницкой областей. Именно для западноукраинского региона «Дневник» Ульриха фон Вердума является незаменимым источником по истории городов и сел. Дневник путешествий Вердума — фолиант объёмом 508 страниц.